# توم بالدوين (تاجر مالي)
توم بالدوين (بالإنجليزية: Tom Baldwin)‏ هو تاجر مالي ‏ أمريكي، ولد في 1956.